# Limita Chandrasekhar
Limita Chandrasekhar este o limită a maselor corpurilor compuse din materie degenerată electronic, o formă densă de materie care constă din nuclee cufundate într-un gaz de electroni.
Limita este masa maximă care, în absența rotației, poate fi susținută împotriva colapsului gravitațional de presiunea de degenerare a electronilor. Ea își trage numele de la astrofizicianul indian Subrahmanyan Chandrasekhar, și este considerată a fi în jur de 1,4 mase solare.  Întrucât piticele albe sunt formate din astfel de materie, nicio pitică albă care nu se rotește nu poate fi mai masivă decât limita Chandrasekhar.
Limita Chandrasekhar este analogă limitei Tolman–Oppenheimer–Volkoff pentru stele neutronice.
Stelele produc energie prin fuziune nucleară, producând elemente chimice grele din elemente mai ușoare. Căldura generată de aceste reacții împiedică colapsul gravitațional al stelei. În timp, steaua acumulează în miez elemente care nu mai pot fi fuzionate la temperatura din centrul stelei. Pentru stelele din secvența principală cu masa sub aproximativ 8 mase solare, masa acestui miez va rămâne sub limita Chandrasekhar, și în cele din urmă va pierde masă până când va rămâne doar miezul ce devine pitică albă. Stelele cu masă mai mare își dezvoltă un miez degenerat a cărui masă crește doar până când depășește limita. În acest moment, steaua explodează într-o supernovă cu colaps al miezului, lăsând în urmă fie o stea neutronică fie o gaură neagră.
Valorile calculate pentru limită vor varia în funcție de aproximația utilizată, compoziția nucleară a masei și temperatură. Chandrasekhar, eq. (36),, eq. (58),, eq. (43) dădea o valoare de:
{\displaystyle {\frac {\omega _{3}^{0}{\sqrt {3\pi }}}{2}}\left({\frac {\hbar c}{G}}\right)^{3/2}{\frac {1}{(\mu _{e}m_{H})^{2}}}.}
unde, μe este masa moleculară medie per electron, mH este masa atomului de hidrogen, iar ω30≈2,018236 este o constantă legată de soluția ecuației Lane-Emden. Numeric, această valoare este egală cu aproximativ (2/μe)2 · 2,85 · 1030 kg, sau 1,43 (2/μe)2 M☉, unde M☉=1.989·1030 kg este masa solară standard. Întrucât {\displaystyle {\sqrt {\hbar c/G}}} este masa Planck, MPl≈2.176·10−8 kg, limita este de ordinul a {\displaystyle {\frac {M_{Pl}^{3}}{m_{H}^{2}}}}.